# Vlad Georgescu
Vlad Georgescu (n. 20 octombrie 1937, București, România – d. 13 noiembrie 1988, München, RFG) a fost un istoric român și, între anii 1983-1988, directorul secției române a postului de radio Europa Liberă din München. La fel ca și alți șefi ai secției române, Vlad Georgescu s-a îmbolnăvit și a murit de un cancer galopant, existând indicii puternice că ar fi fost iradiat sau intoxicat cu o substanță radioactivă. Editorialele sale politice sunt caracterizate de tonul cumpătat și siguranța erudiției. Monografia sa Istoria Românilor rămâne o lucrare de referință a științei istorice românești.

## Viața și activitatea
Vlad Georgescu s-a născut la București, la 20 octombrie 1937, într-o familie boierească.
În scurta biografie inclusă în volumul Istoria românilor, Mihai Botez îi menționează printre înaintașii lui Vlad Georgescu pe generalul I. Georgescu (bunic din partea tatălui) care fusese aghiotant al regelui Carol I și pe Emanoil Porumbaru, bunic din partea mamei, care a fost un important membru al Partidului Național Liberal, ministru de externe (între anii 1914 - 1917) și președinte al Senatului României.
Vlad Georgescu a urmat cursurile școlare la Liceul Sf. Sava (pe care regimul comunist din România îl redenumise Nicolae Bălcescu). Din timpul liceului, Vlad Georgescu era pasionat de istorie.
În ciuda opreliștilor datorate trecutului politic al familiei, a reușit să intre și să absolve Facultatea de Istorie a Universității din București. A obținut titlul științific de doctor în istorie în anul 1970, sub conducerea istoricului Mihai Berza.
La încheierea studiilor universitare a fost repartizat cercetător la Muzeul Româno-Rus, care era condus de așa-numitul Prinț Roșu, Scarlat Callimachi. Când Muzeul Româno-Rus a fost desființat, în 1963, Vlad Georgescu a fost transferat la Institutul de Studii Sud-Est Europene, unde era director Mihai Berza.
A predat istorie la: University of California, Los Angeles (1967-1968), University Columbia din New York (1973) ca visiting profesor la catedra „Nicolae Iorga", University of Maryland și Rutgers University. A fost premiat de Academia R. S. România pentru opera sa istorică. A criticat deschis politica conducerii Partidului Comunist Român și a cerut reforme. În afară de texte critice, a desfășurat activități de militantism politic, de exemplu a propus înființarea unui grup independent dizident , "Mișcarea pentru sprijinirea democrației". S-a stabilit în Occident în 1979, după ce în 1977 a fost ținut în arest la Rahova timp de două luni, sub acuzația de trădare prin transmitere de secrete reprezentanților unor puteri străine, în urma publicării unui text critic la adresa regimului. A devenit colaborator, apoi director al departamentului românesc al postului de radio Europa Liberă, între anii 1982 și 1988.
Ca istoric a publicat în Occident Istoria românilor. De la origini până în zilele noastre (prima ediție, 1984), de asemenea Istoria ideilor politice românești (1369-1868). În SUA a publicat cartea Political ideas and enlightement in the Romanian Principalities (1750-1831), la Columbia University Press, 1971, scrisă pe baza tezei sale de doctorat, susținută la București în 1970, intitulată „Gândirea social-politică în Principatele Române în epoca luminilor.”
În 1987, a fost publicată în Statele Unite cartea lui Ion Mihai Pacepa, Orizonturi roșii (Red horizons; editura Regnery), cu dezvăluiri despre sistemul comunist din România, îndeosebi despre regimul Ceaușescu. Vlad Georgescu s-a hotărât să vorbească despre această carte și să difuzeze în serial fragmente din Orizonturi roșii în cadrul unei emisiuni. Inițiativa era periculoasă, și Georgescu a fost chiar avertizat de soacra sa: „M-am întâlnit cu generalul X și mi-a spus: «nu difuza cartea lui Pacepa. Dacă o difuzezi, vei fi lichidat în mai puțin de un an»”. În pofida avertismentului, Georgescu a decis să vorbească despre carte, iar un an mai târziu, în iulie 1988 a fost diagnosticat cu cancer. În august 1988 a făcut cunoscut că medicii i-au depistat o tumoare intracraniană și că urma să fie operat.
După operație, biopsia a determinat că era vorba de o formă agresivă de cancer. Vlad Georgescu a fost inclus într-un program experimental în Statele Unite ale Americii, unde a fost însoțit de soția sa. Chemoterapia combinată cu iradiere l-a slăbit foarte tare, însă nu a putut vindeca boala. În consecință, Georgescu s-a întors la München, pentru a-și vedea fiul. A murit la Spitalul Bogenhausen la 13 noiembrie 1988.
Se presupune că a fost asasinat prin iradiere. Noel Bernard și Mihail Cismărescu (Radu Gorun), cei doi directori precedenți ai secției române a postului de Europa Liberă muriseră tot de cancer. Se presupune de asemeni că decesele lor ar fi fost cauzate de iradieri.
A cercetat istoria gândirii social-politice din Moldova și Țara Românească, în cartea Ideile politice și iluminismul în Principatele Române 1750-1831 (1972). Autorul susține teza că se poate vorbi de un iluminism și de o epocă a luminilor în Principate. Vlad Georgescu subliniază că iluminismul social-politic din Principate este „un iluminism reformat, nobiliar, similar celui dominant în estul Europei.” După acest autor, iluminismul român este mai apropiat de cel polon sau rus, decât de cel neo-grec.
Referindu-se la gândirea social-politică din Transilvania, Vlad Georgescu a scris că a existat „o influență preponderentă a iluminismului german și austriac, în Transilvania, față de una franceză în Moldova și Țara Românească.”
În privința statutului internațional al Principatelor, în lucrarea sus-menționată, „Ideile politice și iluminismul...”, autorul menționează că personalități cum au fost „Mihai Cantacuzino, Enăchiță Văcărescu, Petru Depasta, Dionisie  Fotino subliniază insistent  faptul că Țara Românească și Moldova au avut tot timpul o existență politică separată de cea a Imperiului otoman, că acesta n-a încălcat niciodată existența lor politică.” (Vlad Georgescu, op. cit. p. 138). Mult mai complexe au fost relațiile cu Rusia, care, în jumătatea a doua a veacului al XVIII-lea, se bucura de numeroase simpatii în Principate, fiind privită ca un aliat firesc în lupta împotriva turcilor (Vlad Georgescu, op. cit. p. 140). Printre membrii partidei filo-ruse s-au numărat personalități ... cum ar fi Gavril Callimachi, Mihai Cantacuzino și chiar Enăchiță Văcărescu, autorul unui exaltat portret al țarinei Ecaterina a II-a. Pe măsură însă ce ieșeau la iveală planurile imperiului țarist, accentele critice devin numeroase, mai ales în timpul ocupațiilor militare din anii 1806-1812 și 1828-1834. Vlad Georgescu conchide că „românii își proclamă o existență politică separată de cea a imperiului otoman și în același timp resping ideea de a intra în sfera de influență rusă sau austriacă.” Românii își urmează propria lor cale, urmărind câștigarea independenței depline, crearea unui stat românesc liber și unitar.

## Scrieri
- Din corespondența diplomatică a Țării Românești 1823-1828, București, 1962, 268 p.
- Mémoires et projets de réforme dans les Principautés Roumaines', 1761-1830, București, 1970, 197 p.
- Mémoires et projets de réforme dans les Principautés Roumaines 1831-1848, București,1972, 291 p.
- Une source anglaise relative au commerce sur le Danube (1837-1838),  în Revue Roumaine d'Histoire, III (1964), 2, pp. 255-276 (în colaborare)
- Unele concepții actuale în istoriografia occidentală privind Congresul de la Viena și Sfânta Alianță, în „Studii”, 4, 1965
- Probleme ale gândirii social-politice din epoca luminilor în discuția istoriografiei contemporane, în „Studii”, 5, 1967
- Ideile politice și iluminismul în Principatele Române 1750-1831, Editura Academiei RSR, București, 1972, 226 p.